# Henry Vasnier
Henry Vasnier (Parigi, 28 aprile 1832 – Reims, 28 febbraio 1907) è stato un collezionista d'arte francese.
Alla sua morte ha lasciato le sue opere in eredità alla città di Reims, arricchendo notevolmente le collezioni d'arte moderna della città, che confluiranno successivamente nel Museo di Belle Arti di Reims.

## Biografia
Henry Vasnier nasce a Parigi il 2 aprile 1832 da una famiglia borghese. Suo padre, Félix Joseph Dominique Vasnier (1788-1845), è un maggiordomo, mentre la madre, Anne-Marie Caroline Auger, è figlia di un commerciante. Henry è uno dei tre figli dei coniugi, assieme al fratello Edmond e alla sorella Clémence.
Henry Vasnier inizia la carriera come banchiere a Londra. Nel 1856 si trasferisce a Reims su richiesta di Alexandre Louis Pommery, marito di Jeanne Alexandrine Louise Melin (1819-1890), con la quale la sorella Clémence Vasnier era stata in collegio a Parigi. All'età di ventiquattro anni, Henry Vasnier entra nell'azienda vinicola di Champagne che Alexandre Louis Pommery aveva appena rilevato con Narcisse Greno. Alla morte di Alexandre Louis Pommery, nel febbraio 1858, Henry Vasnier diventa il principale assistente della vedova Jeanne Pommery. Il 1º luglio 1885 Henry Vasnier diventa socio di Jeanne Pommery e dei suoi figli. Alla morte di quest'ultima, il 18 marzo 1890, egli assume la direzione della casa di Champagne.
Henry Vasnier muore di embolia il 28 febbraio 1907, all'età di settantaquattro anni. I suoi funerali si svolgono nella chiesa di Saint-André il 4 marzo 1907. Lascia in eredità alla città di Reims la sua collezione di opere d'arte, che costituisce il nucleo principale della collezione del Musée des Beaux-Arts della città, oltre a 100.000 franchi per permettere l'allestimento del museo nell'ex abbazia di Saint-Denis.
Alla sua morte, la collezione di opere ed oggetti d'arte (comprendente tra l'altro dipinti di Monet, Pissarro, Corot e Delacroix) viene donata al museo di belle arti di Reims come parte del lascito Vasnier. Tuttavia, in seguito ad un'interpretazione testamentaria, alcuni oggetti furono esclusi dal lascito e finirono per essere dispersi, tra cui la famosa sala da pranzo realizzata tra il 1891 e il 1894 appositamente per Vasnier dal maestro vetraio Émile Gallé, indubbiamente uno fra i capolavori dell'artista. Ne facevano parte la credenza Chemins d'automne, il tavolo aux herbes potagères e fleurs d'avril, assieme ad una serie di dodici sedie. Questi arredamenti di pregio sono stati ritrovati e venduti all'asta nel 1974 da Maurice Rheims all'Hôtel Drouot di Parigi. Il museo di belle arti di Reims ha recentemente potuto acquistare la sala da pranzo di Gallé, oggi accessibile al pubblico al piano terra del museo, grazie a dei finanziamenti privati e pubblici.
Il museo possiede anche un libretto illustrativo scritto dallo stesso Gallé, oltre ad alcuni importanti pezzi di vetreria appartenuti a Henry Vasnier.
Il suo temperamento libertino lo portò a costruire un bordello e un salone chiamato La Californie vicino al villaggio di Craonne, in Piccardia. Costruì anche uno zoo e un giardino di piante esotiche. Fece inoltre piantare delle viti sulle colline per espandere la tenuta di Pommery (la zona dello Champagne non era ancora definita all'epoca).

## La collezione d'arte di Henry Vasnier
La fortuna di Henry Vasnier, accumulata grazie alla sua attività di commerciante di vini, gli permise di creare una notevole collezione di opere soprattutto di artisti del XIX secolo. Tra queste, molti dipinti di Louise Abbéma, Eugène Boudin, Jean-Charles Cazin, Camille Corot, Albert Dammouse, Honoré Daumier, Eugène Delacroix, Émile Gallé, Henri Harpignies, Charles Léandre, Léon Lhermitte, Maxime Maufra, Jean-François Millet, Claude Monet, Camille Pissarro, Pierre-Auguste Renoir, Théodore Rousseau e Alfred Sisley. Oltre ai dipinti, Henry Vasnier acquistò anche opere grafiche, sculture e oggetti d'arte.
Intorno al 1863, all'età di trent'anni, Henry Vasnier inizia ad acquistare opere d'arte. Il suo primo acquisto è un paesaggio di Léon-Charles Flahaut, Paysage à Magny-les-Hameaux, esposto al Salon di Parigi, e acquistato dal giovane collezionista per 600 franchi. Vasnier continua i suoi acquisti, privilegiando questo genere pittorico. Attento ai vari eventi artistici, non smette di ampliare e arricchire la sua collezione, soprattutto a partire dagli anni Settanta del XIX secolo. Henry Vasnier effettua le sue acquisizioni presso alcuni importanti istituti del mercato artistico parigino, come l'Hôtel Drouot, che rappresenta una fonte essenziale per arricchire la sua collezione. Frequenta inoltre fiere d'arte e aste e integra i suoi acquisti presso mercanti come Georges Petit e Paul Durand-Ruel, dal quale acquista L'Avenue de l'Opéra di Camille Pissarro nel 1902. In questo modo, egli forma una collezione ricca e altamente rappresentativa della sua epoca, che testimoniano allo stesso tempo il suo successo professionale.
A partire dal 1881 intensifica le sue acquisizioni, riempiendo il suo appartamento in rue Vauthier-le-Noir. Nel giro di pochi anni, la sua collezione cresce notevolmente, passando da duecento a trecentosessantadue opere. La maggior parte dei suoi acquisti viene effettuata a Parigi, il che gli consente di accedere a opere più prestigiose. Nel 1888 acquista un disegno di Jean-François Millet, Le Repas au milieu du jour, per 12.000 franchi e Le Hameau Cousin à Greville per 50.000 franchi, acquistato assieme a Jeanne Pommery. Nel 1890, su consiglio di Vasnier, Pommery acquista Les Glaneuses di Millet per 300.000 franchi oro, con l'obiettivo di donarlo allo Stato francese. Lo stesso anno lo dona al Museo del Louvre.
Negli anni Ottanta del XIX secolo, l'artista frequenta regolarmente la galleria Georges Petit, aperta dal 1882 in rue de Sèze. La decorazione delle sale della galleria si ispira all'Opéra Garnier. I disegni sono esposti in imponenti cornici modellate nello stile dei dipinti. Vasnier acquista le opere soprattutto su consiglio di Georges Petit in occasione delle mostre organizzate dalla Société des Aquarellistes français e dalla Société des Pastellistes français. Anche per gli acquisti alle aste pubbliche si affida ai cataloghi pubblicati dal mercante, la cui reputazione è una garanzia.
Nel 1890 si trasferisce dall'appartamento di rue Vauthier-le-Noir a una villa privata al 72 di boulevard Lundy.
Dal 1900, su consiglio di Jeanne Pommery, Henry Vasnier si orienta verso le arti decorative. Era già a conoscenza di Émile Gallé, al quale aveva commissionato una sala da pranzo nel 1891. All'Esposizione Universale del 1900, Vasnier acquista inoltre diverse stoviglie di Gallé, oltre a opere di artisti quali Ernest Chaplet, Albert Dammouse, Paul Grandhomme e Jules Brateau. Queste acquisizioni presentano un'ampia gamma di tecniche: ceramica, smalto, metallo e vetro, dimostrano inoltre il sostegno precoce di Vasnier all'Art Nouveau.
I gusti di Henry Vasnier, orientati verso artisti di fama consolidata come Millet, sono in linea con l'estetica preferita dalla società borghese che frequenta i salotti del Secondo Impero e della Terza Repubblica. La collezione di Henry Vasnier risulta eclettica sia nella scelta degli artisti che nei temi trattati. Tuttavia, vi si nota una particolare attrazione per il genere del paesaggio, per la ritrattistica seppure in misura minore, e per le arti grafiche.

Collezionista inoltre di armi, Vasnier lascia la collezione di armi moderne in eredità a Louis Pommery, figlio di Jeanne Pommery, e la collezione di armi antiche al marchese Melchior de Polignac.

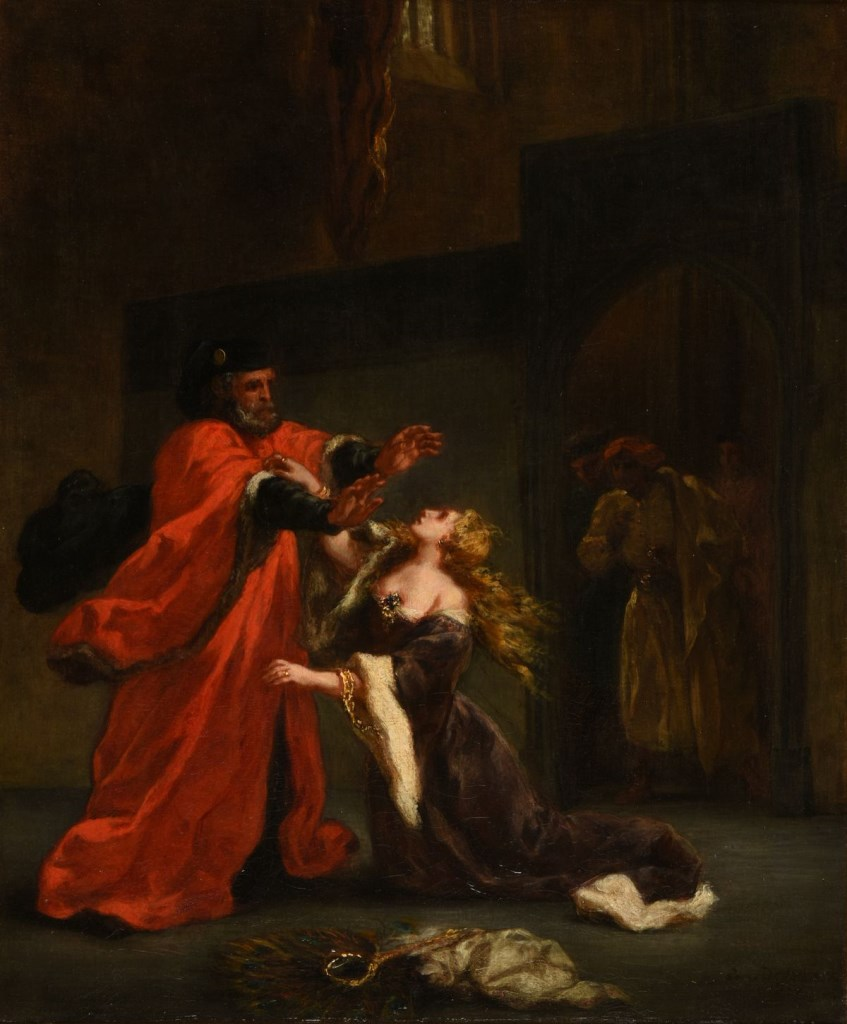
Eugène Delacroix (Saint-Maurice, 1798/04/26 - Paris, 1863/08/13), Desdémone maudite par son père, 1852 circa, Olio su tela, 61,6 x 51 cm, Reims, Musée des Beaux-Arts, Lascito Henry Vasnier, 11/1907
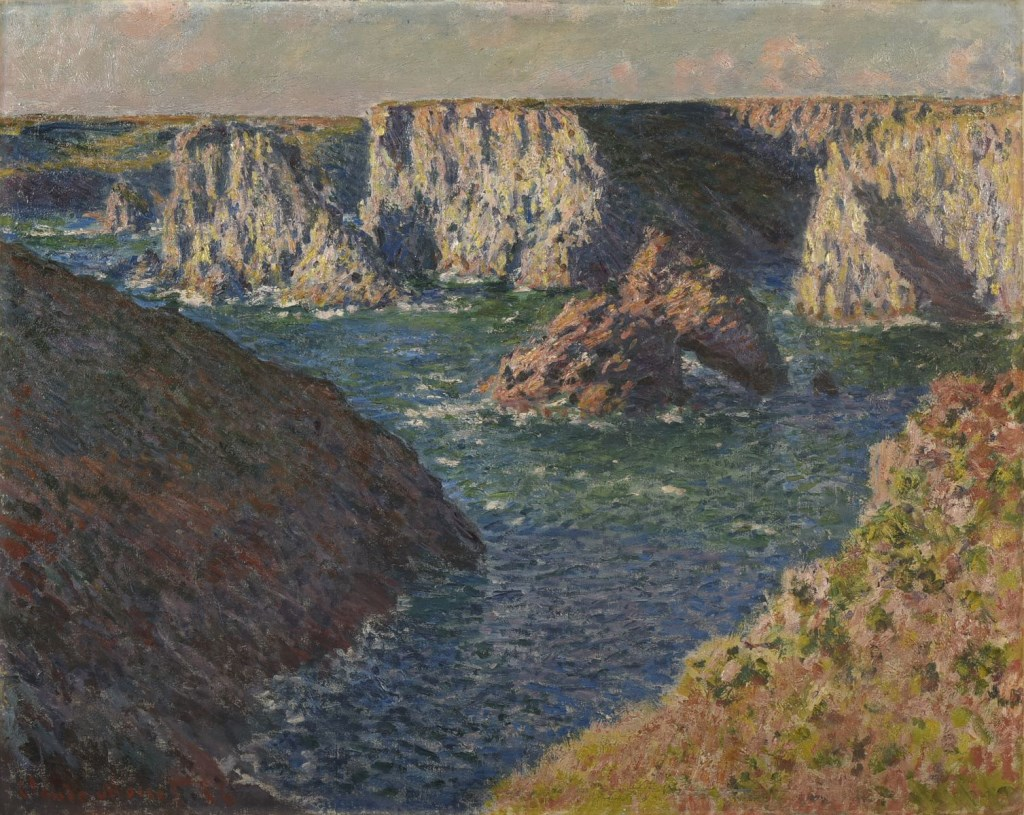
Claude Monet (Parigi, 1840 - Giverny, 1926), Les Rochers de Belle-Ile, 1886, Olio su tela, 65,6 x 81,5 cm, Reims, Musée des Beaux-Arts, Lascito Henry Vasnier, 11/1907
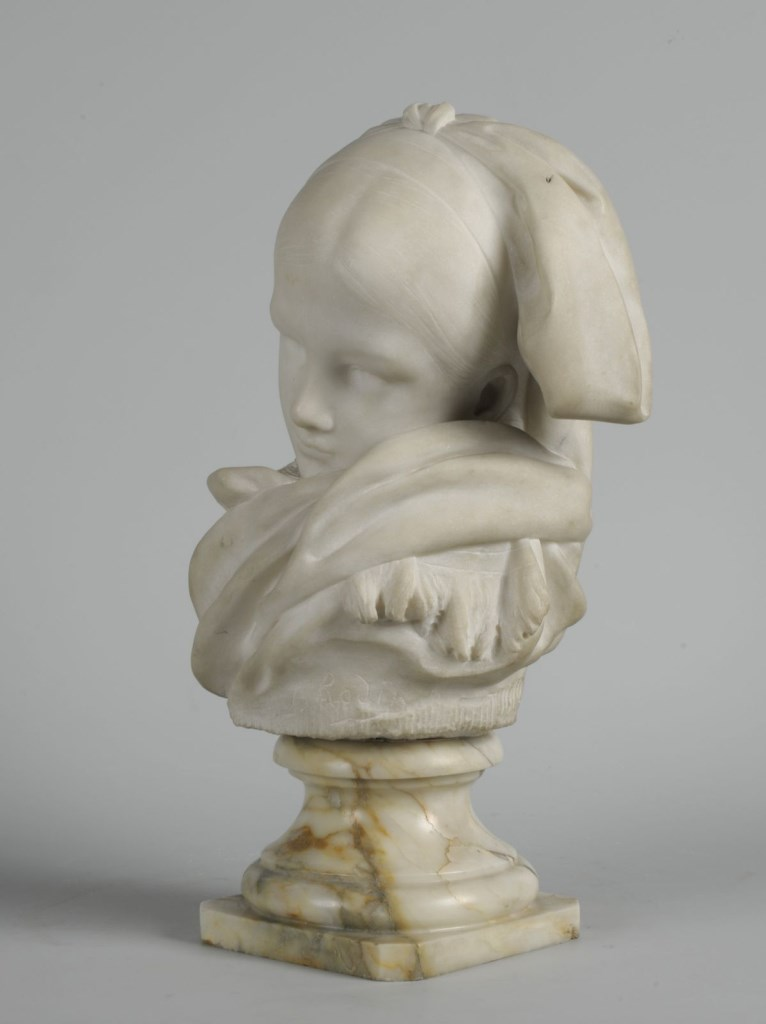
Auguste Rodin (Parigi, 1840 - Meudon, 1917), Jeune Alsacienne, 1871-1878, Scultura in marmo bianco, 39,5 x 23,5 x 17,6 cm, Reims, Musée des Beaux-Arts, Lascito Henry Vasnier, 11/1907
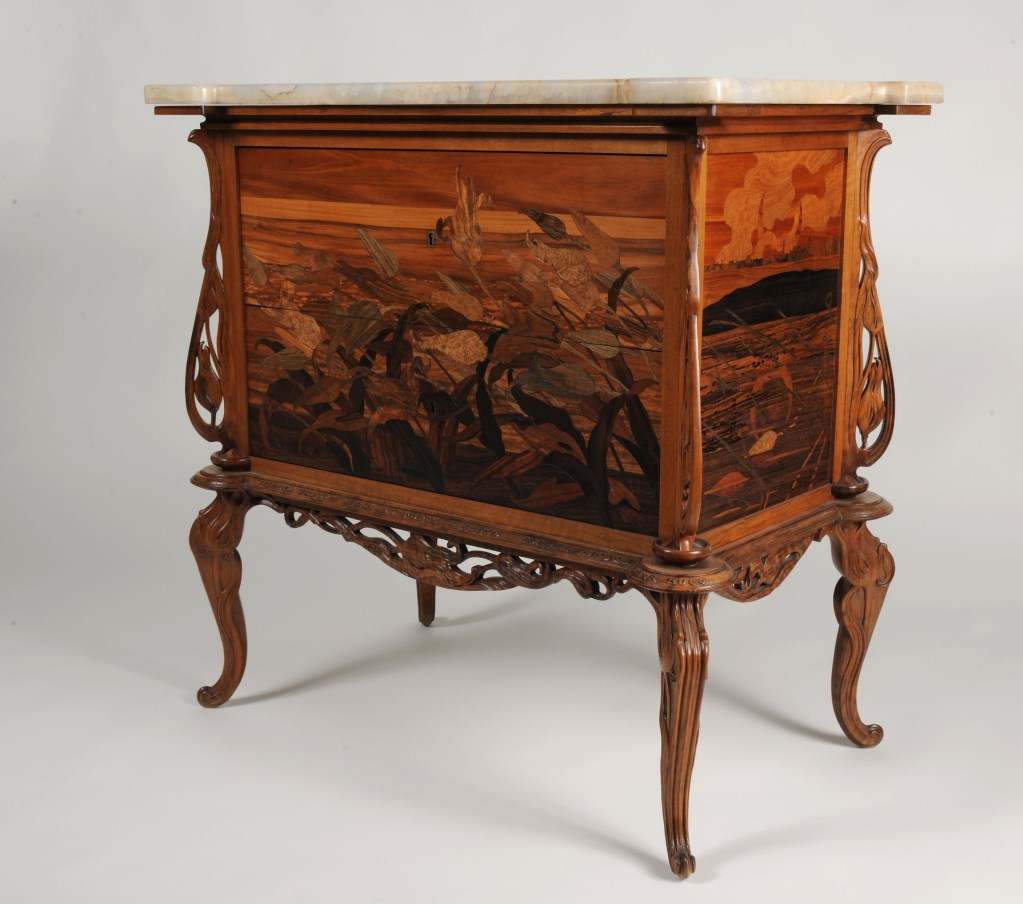
Émile Gallé (Nancy, 1846 - Nancy, 1904), Le Champ du sang, 1900 circa (Stile Art Nouveau), mobile in noce turco, intarsio di legni vari, onice, 84 x 85 x 51,5 cm, Reims, Musée des Beaux-Arts, Lascito Henry Vasnier, 11/1907

### Mostre su Henry Vasnier e sulla sua collezione
- “Millet, Rousseau, Daumier… : chefs-d’œuvre de la donation d’arts graphiques d’Henry Vasnier”, Reims, Museo delle Belle Arti, 2002.
- “L’oeil d’un collectionneur: Catalogue raisonné de la collection d’Henry Vasnier”, Karuizawa, Mercian Art Museum, 11 luglio - 9 novembre 2003.
- “Henry Vasnier: Les passions modernes d’un collectionneur audacieux”, Reims, Villa Demoiselle, 6 novembre 2015 - 4 settembre 2016.

## Henry Vasnier e la città di Reims
Al di là della sua eredità, Henry Vasnier è stato molto coinvolto nella vita della città. Nel 1891, il Presidente Carnot gli attribuisce la Croce della Legione d'Onore, in seguito alla quale Vasnier concede 50.000 franchi alla città per la costruzione di un asilo. Inoltre, contribuisce con 25.000 franchi alla costruzione di una statua di Giovanna d'Arco.
Henry Vasnier è stato inoltre uno dei membri della giuria per le acquisizioni della città.

### Tributi e riconoscimenti
Portano il nome di Henry Vasnier un boulevard della città di Reims assieme a una via a Prunay nel dipartimento della Marna.
Vasnier è oggi sepolto presso il cimitero orientale di Reims.